# Personalvermittlung
Die Personalvermittlung beschreibt einen Teilbereich der Personalberatung und meint die Dienstleistung, geeignetes Personal an Unternehmen und potentielle Arbeitgeber zu vermitteln. Sie dient als Schnittstelle zwischen den Fachabteilungen in Unternehmen, den Bewerbern und dem Arbeitsmarkt. Während die Personalvermittlung eine Dienstleistung aus Sicht der Arbeitgeber ist, beschreibt das Wort Arbeitsvermittlung den gleichen Service aus Sicht der Arbeitnehmer. Personal kann sowohl für direkte, langfristige als auch für befristete Arbeitsverhältnisse und Projektanstellungen in Anspruch genommen werden. Man unterscheidet zwischen der Personaldirektvermittlung und der Vermittlung nach dem Arbeitnehmerüberlassungsgesetz (AÜG).

## Direktvermittlung und Arbeitnehmerüberlassung

### Direktvermittlung von Arbeitnehmern
In der Direktvermittlung werden Arbeiter, Fach- und Führungskräfte gegen eine Provision vom Dienstleister direkt an den Arbeitgeber vermittelt. Hierbei erhält der Vermittelte einen Arbeitsvertrag direkt beim Arbeitgeber. Umgangssprachlich wird für den Vermittler auch die Bezeichnung Headhunter verwendet, insbesondere für Führungskräfte im leitenden Management. Das kann unbefristete Arbeitnehmer oder Projektverträge für Freiberufler und/oder Selbstständige betreffen.

### Arbeitnehmerüberlassung (Leiharbeit)
Bei der Arbeitnehmerüberlassung werden passende Bewerber vorerst beim Dienstleister angestellt und über einen bestimmten Zeitraum in anderen Zielunternehmen eingesetzt. Diese Art der Personalvermittlung / Personalüberlassung ist gesetzlich streng reguliert.

## Wer kann die Personalvermittlung nutzen
Jeder, der auf der Suche nach Personal ist, kann diesen Service nutzen. Die Anbieter, die sich sehr stark unterscheiden, bieten unterschiedliche Spezialisierungen. Von der Vermittlung von Auszubildenden, Fach- und Führungskräften bis hin zur Direktsuche (auch Executive Search) für Vorstände und Geschäftsführer jeglicher Branchen können Personalberatungen und Personalvermittlungen engagiert werden. Wenn man eine solche Dienstleistung nutzt, führt man eine klassische „Make or Buy-Entscheidung“ durch.

## Das Vorgehen
Die Personalvermittlung beginnt mit der Qualifikation und Analyse des bevorstehenden Personalbedarfes, dabei können sowohl plötzlich entstandene, geplante als auch durch erfahrungsgemäße Fluktuation, vorhersehbare Vakanzen im Unternehmen gedeckt werden. Einige Personalvermittlungen spezialisieren sich auch auf außergewöhnlichen Anspruch bestimmter Jobs. Nach erfolgter Bedarfsanalyse werden mögliche Zielgruppen definiert (Techniker, Verkäufer, fachliche Kenntnisse etc.), angesprochen und selektiert. Die Ansprache erfolgt sowohl indirekt über Ausschreibungen in Web- und Printmedien als auch direkt über Direktansprache auf Veranstaltungen oder im Internet. Nach erfolgter Vorselektion der Bewerber begleitet die Personalvermittlung den Bewerbungsprozess bis zum Vertragsabschluss und häufig darüber hinaus.
1. Qualifikation des Bedarfes und Definition der Zielgruppe
2. Ansprache potentieller Kandidaten und Abgleich der Fähigkeiten mit dem Anforderungsprofil
3. Vorselektion der Bewerber und Organisation des Bewerbungsprozesses
4. (Mögliche Assessment-Center)
5. Begleitung der HR-Abteilung, Fachabteilung und Bewerber bis zum Vertragsabschluss[3]

Der jeweilige Anteil an Service während und nach dem Bewerbungsprozess wird individuell, je nach Bedarf vereinbart und variiert stark. Während sich einzelne Punkte von Fall zu Fall unterscheiden, folgen Personalvermittler grob dem oben genannten Ablauf.

## Personalvermittlung in Deutschland
Laut dem deutschen Online-Portal für Statistik „Statista“ existieren zum Ende des Jahres 2018 1.970 Personalberatungsunternehmen in Deutschland, die alle die Dienstleistung der Personalvermittlung anbieten und insgesamt etwa 7.600 Personalberater beschäftigen. In diese Angaben zählen sowohl Personaldirektvermittler als auch Vermittler die nach dem Arbeitnehmerüberlassungsgesetz (AÜG) arbeiten. Der Markt der Personalvermittlungsbranche, abgesehen von den Ergebnissen erfolgreicher Vermittlungen, setzt im Jahr 2018 2,36 Milliarden Euro um und wächst damit seit dem Jahr 2000 stetig an.
Neben der Vermittlung von Arbeitnehmern innerhalb Deutschlands, spielt auch die Vermittlung von ausländischen Fach- und Führungskräften eine große Rolle. Für sogenannte Mangelberufe besteht auf dem Arbeitsmarkt aus verschiedenen Gründen besonderer Bedarf. Hier finden Sich Berufe und Anstellungen aller Einkommensklassen, daher sind qualifizierte ausländische Fachkräfte sowie Arbeiter gefragt um Knowhow nach Deutschland zu importieren oder um freie Jobs in Berufen mit einem starken Mangel an inländischen Bewerbern zu besetzen. Hier hat sich ein Markt an Dienstleistern etabliert.
In Deutschland dient die Bundesagentur für Arbeit und darin das Jobcenter der jeweiligen Ortschaften als wichtigste staatliche Institution sowohl in der Personalvermittlung für KMUs und Konzernstrukturen als auch in der Arbeitsvermittlung für arbeitswillige Bewerber auf Jobsuche. 
Neben großen privaten Vermittlungsunternehmen gibt es auch konzerneigene wie die Volkswagen Group Services und die DB Zeitarbeit.

## Vorteile und Nachteile
Die Personalvermittlung dient als Schnittstelle zwischen Arbeitnehmer und Arbeitgeber und soll beiderlei Interessen berücksichtigen. Als dritte Partei trägt der Vermittlungsdienstleister die Verantwortung, Informationen auf Richtigkeit zu prüfen und Informationen transparent in beide Richtungen zu verarbeiten. In diesem Fall gibt es für alle Beteiligten Parteien ausschließlich Vorteile, da sowohl der Bewerber als auch die involvierten Fachabteilungen und Entscheider stets einen Ansprechpartner, der ihre Interessen vertritt, an der Seite haben.
Abwerben: Unter „abwerben von Arbeitnehmern“ versteht man das aktive Anwerben durch attraktive Vertragsangebote von Fach- und Führungskräften, die sich in einer Anstellung befinden. Da diese Art durch die damit verbundenen Kosten hauptsächlich finanzstarke Konzerne anwenden, schadet dies dem deutschen Mittelstand, von welchem die Arbeitnehmer häufig abgeworben werden. Dieser dadurch entstehende Teufelskreis ist im Jahr 2019 deutlich in den Fachbereichen Informationstechnologie und Ingenieurwesen zu spüren.
Alte Strukturen: Durch nicht zeitgemäße Arbeitsbedingungen und / oder Anstellungskonditionen in der Arbeitnehmerüberlassung werden Arbeiter und Fachkräfte immer noch ausgenutzt. Der Trend hier geht allerdings zurück – nicht zuletzt durch gesetzliche Auflagen und intensivere Durchsetzung derselben.